# Magdalena Rekść
Magdalena Rekść (ur. 1982) – polska politolożka i bałkanistka, wykładowczyni Uniwersytetu Łódzkiego.

## Życiorys
Magdalena Rekść w 2006 ukończyła studia w zakresie stosunków międzynarodowych na Uniwersytecie Łódzkim, broniąc pracę magisterską Nacjonalizm serbski jako przykład aktualności idei narodowej w Europie Wschodniej. W ramach wymiany stypendialnej w roku akademickim 2004/2005 studiowała na Uniwersytecie w Gießen. W 2010 uzyskała tamże stopień doktora nauk humanistycznych w dyscyplinie nauk o polityce na podstawie napisanej pod kierunkiem Andrzeja Sepkowskiego dysertacji Mity narodowe i ich rola w kreowaniu polityki na przykładzie państw byłej Jugosławii. W 2019 habilitowała się w dziedzinie nauk społecznych, przedstawiwszy rozprawę Wyobrażenia zbiorowe społeczeństw byłej Jugosławii w XXI wieku. Perspektywa politologiczna.
Od 2007 prowadzi zajęcia na Wydziale Studiów Międzynarodowych i Politologicznych Uniwersytetu Łódzkiego. W 2010 została zatrudniona na stanowisku adiunktki w Instytucie Studiów Politologicznych WSMiP UŁ.
Jej zainteresowania naukowe obejmują takie zagadnienia jak: metodologia nauk o polityce, mity i stereotypy polityczne, pamięć i tożsamość zbiorowa, wyobrażenia zbiorowe, Bałkany w XX i XX w., Bałkany w polityce międzynarodowej, mniejszości narodowe i etniczne w Europie Południowo-Wschodniej.
Członkini Komisji Bałkanistyki Polskiej Akademii Nauk (od 2013), Polskiego Towarzystwa Nauk Politycznych, Towarzystwa Polsko-Albańskiego, Stowarzyszenia Polsko-Kosowskiego KOS-POL, Towarzystwa Polsko-Austriackiego.

## Publikacje książkowe
- Magdalena Rekść: Mity narodowe i ich rola w kreowaniu polityki na przykładzie państw byłej Jugosławii. Łódź: Wydawnictwo Uniwersytetu Łódzkiego, 2013. ISBN 978-83-7525-843-1. Brak numerów stron w książce
- Magdalena Rekść: Wyobrażenia zbiorowe społeczeństw byłej Jugosławii w XXI wieku : perspektywa politologiczna. Łódź: Wydawnictwo Uniwersytetu Łódzkiego, 2019. ISBN 978-83-8142-291-8. Brak numerów stron w książce